# Vitovlje
Vitovlje so naselje v Občini Nova Gorica. Ležijo na južnih pobočjih Trnovskega gozda nad krajem Šempas in skupaj z Osekom tvorijo skupno krajevno skupnost (KS Osek-Vitovlje) in skupno župnijo.
Vitovlje sestavlja več manjših zaselkov ob krožni cesti, ki se odcepi z magistralne ceste Ajdovščina - Nova Gorica med Osekom in Šempasom. 
Največja znamenitost Vitovelj je romarska cerkev sv. Marije, ki so jo postavili že v 14. stoletju ali še prej na skalnem osamelcu sredi pobočja (604 m). Prvič je omenjena v listini iz leta 1361. V gozdu nad Vitovljami je plitva mlaka, ki jo imenujejo Vitovsko jezero. V Vitovljah je tudi majhna cerkev sv. Petra, ki stoji približno 150 m pod cerkvijo sv. Marije. V bližini te cerkve, ki je v osnovi romanska, so odkrili grobov iz časa naseljevanja Slovanov. V bližini je spomenik padlim v NOB in prireditveni prostor. Rob Trnovskega gozda nad Vitovljami se imenuje Vitovski hrib. V spodnjem delu Vitovelj je še cerkev svete Lucije, ki je bila leta 1931 prezidana in povečana po načrtu arhitekta Maksa Fabianija. Ob tej cerkvi je tudi vaško pokopališče.
Vas je znana tudi po kostanju, Vitovskem maronu. Vsako leto v oktobru poteka tudi tradicionalni Praznik kostanja.